# 蒽嵌蒽
蒽嵌蒽（英語：Anthanthrene）是一种多环芳香烃，由六个苯环稠合而成。外观为金黄色固体。和很多稠环芳烃不同，蒽嵌蒽不是致癌物。